# Клин (Александрово-Заводський район)
Клин (рос. Клин) — село у складі Александрово-Заводського району Забайкальського краю, Росія. Входить до складу Онон-Борзинського сільського поселення.

## Населення
Населення — 120 осіб (2010; 169 у 2002).
Національний склад (станом на 2002 рік):
- росіяни — 95 %